# Phrynobatrachus guineensis
Espèce
Statut de conservation UICN

 LC  : Préoccupation mineure
Phrynobatrachus guineensis est une espèce d'amphibiens de la famille des Phrynobatrachidae.

## Répartition
Cette espèce se rencontre en Côte d'Ivoire, en Guinée, au Liberia et en Sierra Leone. Elle est présente jusqu'à une altitude maximale d'environ 1 000 m,.

## Étymologie
Son nom d'espèce, composé de guine et du suffixe latin -ensis, « qui vit dans, qui habite », lui a été donné en référence au lieu de sa découverte, la Guinée.

## Publication originale
- Guibé & Lamotte, 1962 "1961" : Deux espèces nouvelles de batraciens de l'ouest Africain appartenant au genre Phrynobatrachus : Ph. guineensis n. sp. et Ph. alticola n. sp. Bulletin du Muséum National d'Histoire Naturelle, sér. 2, vol. 33, p. 571-576.